# Адам Багдай
Адам Багдай, також відомий під псевдонімами Ян Кот та Домінік Дам'ян (2 січня 1918, м. Закопане — 7 травня 1985, м. Варшава) — польський письменник, перекладач (з угорської мови). Вчився в Кракові в Ягеллонському університеті на юридичному факультеті. Брав участь у Вересневій кампанії. В часи Другої світової війни брав участь у діях польської діаспори в Угорщині. В 1945 повертається у Польщу. Популярність Адам Багдай здобув завдяки написанню книжок для дітей.

## Біографія
Навчався на юридичному факультеті Ягеллонському університеті в Кракові та у Варшавській школі економіки. Він був учасником Оборонної війни 1939 року, а потім активістом польської громади в Угорщині. У 1945 році повернувся до Польщі. Він дебютував томом поезії "Іскра з-під молотка" під псевдонімом Ян Кот. Він писав сенсаційні романи під псевдонімом Домінік Даміан.
Він відомий переважно дитячими та юнацькими романами. На плебісциті читачів "Пломика" та "Світла Молодича" в 1970 році він отримав "Орлову ручку" як найпопулярнішого письменника.
У 1974 році він був нагороджений Золотим хрестом заслуг і отримав премію Прем’єр-міністра за довічні досягнення дітей та молоді. Крім того, він отримав медаль Національного комітету з освіти.
В 1988—1992 роках в лодзькій студії «Се-ма-фор» створено 26 серій лялькового анімаційного мультфільму «Малий Пінгвін Пік-Пок» за книгою Адама Багдая. Головний персонаж — пінгвін, якому набридло самотнє життя на Острові Сніжних Бурь, і тому він зібравшись вирушає у подорож, у пошуках пригод.
Він був батьком Марка Багада, сценариста кіно. Похований на Північному кладовищі у Варшаві [4] (пл. E-VIII-5-1-1).